# 九龙湖站 (宁波市)
九龙湖站是浙江省宁波市建设中的一座高架市域铁路车站，属于宁波轨道交通10号线。车站计划于2026年底启用。

## 车站形制
九龙湖站位于镇海区九龙湖镇九龙大道、王岙巷口南侧。车站为高架三层侧式车站，与九龙大道高架共构，位于高架路面下方。车站主体结构长96米，宽23.1米，总建筑面积为7462平方米。

## 出口
九龙湖站规划设置2个出口。